# Польское радио (1925—1951)
Польское радио(Polskie Radio) — общество с ограниченной ответственностью.

## Деятельность
Радиокомпания вела:
- с 1925 года — вещание по национальной программе, звучавшей на длинных и средних волнах;
- с 15 января 1928 до 1939 года — местные передачи по национальной программе в Виленском воеводстве, звучавших на средних волнах;
- с 4 декабря 1927 года — местные передачи по национальной программе в Силезском автономном воеводстве, звучавших на средних волнах;
- с 15 января 1930 до 1939 года — местные передачи по национальной программе в Львовском, Тернопольском, Станиславовском и Волынском воеводствах, звучавших на средних волнах;
- с 24 апреля 1927 года — местные передачи по национальной программе в Познанском воеводстве, звучавших на средних волнах;
- с июля 1938 до 1939 года — местные передачи по национальной программе в Полесском и Новогрудковском воеводствах, звучавших на средних волнах;
- с 15 января 1930 года — местные передачи по национальной программе в Лодзинском воеводстве, звучавших на средних волнах;
- с 15 февраля 1927 года — местные передачи по национальной программе в Краковском воеводстве, звучавших на средних волнах;
- с 15 января 1935 года — местные передачи по национальной программе в Поморском воеводстве, звучавших на средних волнах;
- с 1 марта 1937 года — вещание по 2-й программе, звучавшей в Варшавском, Лодзинском, Келецком, Люблинском и Белостокском воеводствах на средних волнах;
- с 1936 года — передачи на заграницу на английском и польском языках, звучавшие на коротких волнах;
- с 1944 года — местные передачи по национальной программе в Белостокском воеводстве, звучавших на средних волнах;
- с 1945 года — местные передачи по национальной программе во Вроцлавском воеводстве, звучавших на средних волнах;
- с 1945 года — местные передачи по национальной программе в Гданьском воеводстве, звучавших на средних волнах;
- с 1945 года — местные передачи по национальной программе в Щецинском воеводстве, звучавших на средних волнах.

## Владельцы
С 1934 года принадлежало государству.

## Активы
- с 1925 года радиоцентр «Варшава»[1];
- с 1925 года радиодом в Варшаве;
- с 15 января 1928 до 1939 года радиоцентр «Вильно»;
- с 15 января 1928 до 1939 года радиодом в Вильнюсе;
- с 4 декабря 1927 года радиоцентр «Катовице»;
- с 4 декабря 1927 года радиодом в Катовице;
- с 15 января 1930 до 1939 года радиоцентр «Львов»;
- с 15 января 1930 до 1939 года радиодом во Львове;
- с 24 апреля 1927 года радиоцентр «Познань»;
- с 24 апреля 1927 года радиодом в Познани;
- с июля 1938 до 1939 года радиоцентр «Пинск»;
- с июля 1938 до 1939 года радиодом в Пинске;
- с 15 января 1930 года радиоцентр «Лодзь»;
- с 15 января 1930 года радиодом в Лодзи;
- с 15 февраля 1927 года радиоцентр «Краков»;
- с 15 февраля 1927 года радиодом в Кракове;
- с 15 января 1935 года радиоцентр «Торунь»;
- с 15 января 1935 года радиодом в Торуне.